# Nazareno (Salta)
Nazareno es una ciudad situada en el departamento Santa Victoria al extremo noroeste de la provincia de Salta, Argentina, entre montañas y valles, en el límite con el Estado Plurinacional de Bolivia. Está dentro del perímetro de la reserva de biosfera de las Yungas.

## Población
Cuenta con 2862 habitantes (Indec, 2010).

## Santa Patrona
- Virgen de Guadalupe, en la Parroquia homónima; se celebra el 8 de septiembre; y el 8 de diciembre también con fiesta patronal.

## Acceso
Para llegar al lugar se debe viajar hasta la ciudad de La Quiaca, luego en remis que se puede conseguir en el mercado central de la misma ciudad. Se viaja por las rutas provinciales 67, 69 y 145-S. Se disfruta de un inolvidable viaje que lleva a Nazareno para conocer la cultura de los pueblos originarios en toda su expresión, como así también de sus paisajes que brinda a la vera del camino atravesando parte de la puna jujeña donde hay diversos animales típicos de esa zona como guanacos, llamas, etc.
En una parte del camino de la zona cordillerana, se asciende al abra Fundición a unos 5050 m s. n. m.; luego se desciende como del cielo a los 3180 m s. n. m. a través del camino en forma de cornisa.

## Economía
Ganadería caprina, ovina.

## Sismicidad
La sismicidad del área de Salta es frecuente y de intensidad baja, y un silencio sísmico de terremotos medios a graves cada 40 años

## Parroquias de la Iglesia católica en Nazareno
| Prelatura territorial | Humahuaca           |
| --------------------- | ------------------- |
| Parroquia             | Virgen de Guadalupe |